# マルコ・アントニオ・デ・マットス・フィリォ
マルキーニョ（Marquinho）ことマルコ・アントニオ・デ・マットス・フィリォ（Marco Antônio de Mattos Filho、1986年7月3日 - ）は、ブラジル・リオグランデ・ド・スル州パッソ・フンド出身の元サッカー選手。現役時代のポジションはMF、DF。

## 経歴
2006年からブラジルのSEパルメイラスでプロキャリアをスタートさせ、2007年、ボタフォゴFRに移籍した。2009年にフルミネンセFCに移籍し、カンピオナート・ブラジレイロ・セリエA優勝に貢献した。2012年の冬にイタリアのASローマにレンタル移籍し、契約終了直前に移籍金約300万ユーロでの完全移籍が決定した。
2014年の冬にエラス・ヴェローナFCにレンタル移籍した。シーズン終了後に50%の保有権を買い取るオプションが付けられた。
2015年8月8日、ウディネーゼ・カルチョに4年契約で移籍した。
2016年7月14日、フルミネンセに3年契約で復帰した。
2018年9月3日、アトレチコ・パラナエンセに2019年6月までの契約で移籍した。

## タイトル
フィゲイレンセ
- カンピオナート・カタリネンセ：2008

フルミネンセ
- カンピオナート・ブラジレイロ・セリエA：2010

アル・アハリ
- サウジ・プロフェッショナルリーグ：2015-16
- サウジ国王杯：2016

アトレチコ・パラナエンセ
- カンピオナート・パラナエンセ：2019